# Мови Білорусі

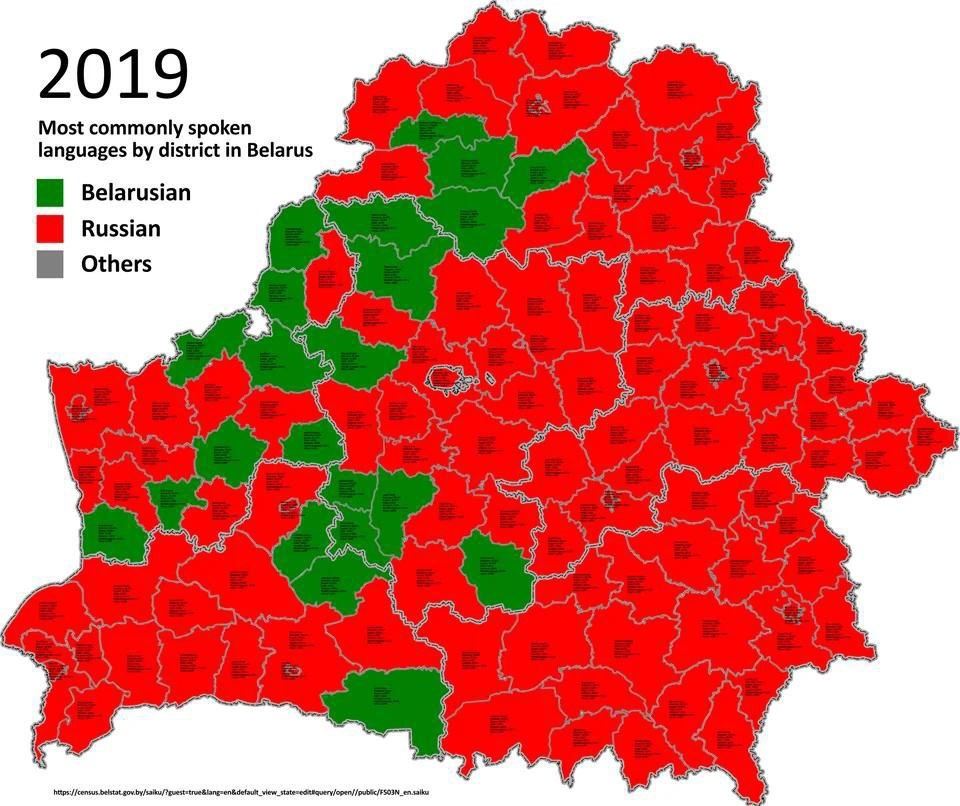
Розмовна мова населення в районах і міських радах Білорусі за переписом 2019 року.

За даними перепису населення 2009 року, більшість населення — 5058,4 тис. (53,2 %) назвали білоруську мову рідною. Це на понад 20 % менше, ніж під час перепису 1999 року, коли білоруську мову назвали рідною 73,6 %. Серед міського населення білоруську назвали рідною 44,1 % населення, російську — 49,8 %. Серед сільського населення — 79,7 % та 17,7 % відповідно.

| Регіон            | Білоруська | Російська |
| ----------------- | ---------- | --------- |
| Берестейська обл. | 53,7%      | 42,6%     |
| Вітебська обл.    | 52,6%      | 44,2%     |
| Гомельська обл.   | 54,6%      | 41,8%     |
| Гродненська обл.  | 59,2%      | 36,1%     |
| м. Мінськ         | 35,2%      | 52,6%     |
| Мінська обл.      | 69,4%      | 27,5%     |
| Могильовська обл. | 55,1%      | 41,9%     |
| Білорусь          | 53,2%      | 41,5%     |

| Регіон            | Білоруська | Російська |
| ----------------- | ---------- | --------- |
| Берестейська обл. | 26,7%      | 70,1%     |
| Вітебська обл.    | 22,4%      | 73,2%     |
| Гомельська обл.   | 22,7%      | 72,0%     |
| Гродненська обл.  | 35,1%      | 56,5%     |
| м. Мінськ         | 5,8%       | 82,1%     |
| Мінська обл.      | 38,9%      | 56,0%     |
| Могильовська обл. | 19,6%      | 76,5%     |
| Білорусь          | 23,4%      | 70,2%     |

|  |  |  |  |  |  |

|  |  |  |  |  |  |

Більшість людей (70,2%) назвали мовою, якою розмовляють вдома — російську. Це на 7,4% більше, ніж під час минулого перепису. Кількість людей, які назвали основною розмовною мовою білоруську скоротилось з 36,7% у 1999 до 23,4% у 2010. Серед міського населення російську, як основну розмовну мову, назвали 81,9% населення і білоруську — 11,3%. Серед сільського населення більшість назвала основною розмовною мовою білоруську — 58,7% та російську — 36,2%.
|  |  |  |  |  |  |

|  |  |  |  |  |  |

Проте згідно з результатами останнього дослідження національної ідентичності, білоруською мовою постійно користується лише 6 % населення. В той час як російською постійно користується 74 %.
В офіційній сфері використання білоруської мови обмежене. Судочинство в Білорусі ведеться винятково російською, майже відсутнє діловодство білоруською. Наприкінці 1990-х відзначено зниження накладу білоруських видань (за 1998—1999 рр. на 27,8 %). Президент країни Олександр Лукашенко звертається до народу лише російською.
В 2007—2008 рр. білоруською мовою навчалися 195.6 тис. учнів (18,4 % від загальної кількості), з них 14.7 тис. першокласників (16,7 %). Більшість білоруськомовних шкіл розташовані в сільській місцевості.
У містах білоруськомовну освіту отримують лише 1,9 % учнів. В 2009—2010 рр. в містах Білорусі існували лише 34 школи з викладанням білоруською мовою. Більшість з них (19) розташовувались у Мінську та Мінській області, 5 шкіл у Гродненській області, по 3 у Берестейській, Вітебській, Гомельскій областях. Найменше — лише одна школа була в Могильовській області. У багатьох містах (Берестя, Могильов) білоруськомовні школи відсутні.
|  |  |  |  |  |  |